# Mountain Meadows (Colorado)
Mountain Meadows es un lugar designado por el censo ubicado en el condado de Boulder en el estado estadounidense de Colorado. En el Censo de 2010 tenía una población de 274 habitantes y una densidad poblacional de 61,44 personas por km².

## Geografía
Mountain Meadows se encuentra ubicado en las coordenadas 40°1′37″N 105°22′59″O / 40.02694, -105.38306. Según la Oficina del Censo de los Estados Unidos, Mountain Meadows tiene una superficie total de 4.46 km², de la cual 4.46 km² corresponden a tierra firme y (0%) 0 km² es agua.

## Demografía
Según el censo de 2010, había 274 personas residiendo en Mountain Meadows. La densidad de población era de 61,44 hab./km². De los 274 habitantes, Mountain Meadows estaba compuesto por el 95.62% blancos, el 0% eran afroamericanos, el 0% eran amerindios, el 2.55% eran asiáticos, el 0% eran isleños del Pacífico, el 0% eran de otras razas y el 1.82% pertenecían a dos o más razas. Del total de la población el 1.09% eran hispanos o latinos de cualquier raza.